# Юго-западный Маноск
Юго-за́падный Мано́ск (фр. Manosque-Sud-Ouest) — кантон во Франции, находится в регионе Прованс — Альпы — Лазурный Берег, департамент Альпы Верхнего Прованса. Входит в состав округа Форкалькье.
Код INSEE кантона — 0433. Всего в кантон Юго-западный Маноск входит 3 коммуны, из них главной коммуной является Маноск.

## Коммуны кантона
| Коммуна  | Население, чел. (2006) | Почтовый индекс | Код INSEE |
| -------- | ---------------------- | --------------- | --------- |
| Маноск   | 8 469                  | 04100           | 04112     |
| Монфюрон | 196                    | 04110           | 04128     |
| Пьервер  | 3 688                  | 04860           | 04152     |

## Население
Население кантона на 2007 год составляло 11 839 человек.
| 1962 | 1968 | 1975 | 1982 | 1990   | 1999   | 2006   | 2007   | 2008 |
| ---- | ---- | ---- | ---- | ------ | ------ | ------ | ------ | ---- |
| —    | —    | —    | —    | 10 288 | 10 591 | 12 353 | 11 839 | —    |